# El ajenjo
El ajenjo, también conocido como La bebedora de absenta (en francés, Dans un café, dit aussi l'Absinthe —en español, En un café, también llamado La absenta—), es una obra pictórica de Edgar Degas ambientada en el Café de la Nouvelle Athènes en la plaza Pigalle de París. Es el café que frecuentaba Degas, después de que en su juventud prefiriese el Café Guerbois.
Pintado en 1875-1876 y titulado originalmente Dans un café (En un café)—, la pintura representa a dos figuras, una mujer y un hombre, que están sentados en el centro de la pintura y a la derecha, respectivamente. El hombre, tocado con un sombrero, mira a la derecha, fuera del cuadro, mientras que la mujer, vestida más formalmente con un vestido y sombrero a la moda, mira distraídamente hacia abajo. Delante de ella un vaso lleno con el líquido verdoso, ajenjo, que da el nombre al cuadro. La mujer en la pintura es Ellen Andrée, actriz, y el hombre es Marcellin Desboutin, pintor y grabador.
Ambos están embriagados, él por el vino y ella por el consumo de ajenjo o absenta, una bebida alcohólica de alta graduación a base de Artemisia absinthium además de otras hierbas, tales como anís verde, muy difundida entre la población francesa a principios del siglo XIX y que para la década de 1860 se había vuelto tan popular que cafés y cabarets anunciaban a las 5 p.m. l'heure verte (la hora verde), momento en que también se asoció a la bohemia ante el mundo; aunque la fuerte demanda aumentó su precio en la década de 1880, se la consideraba la bebida nacional en Francia, pero sus supuestos efectos alucinógenos llevaron más tarde a ser prohibida tanto allí como en otros muchos países.
Degas pone en evidencia el adormecimiento de la pareja, producido por efecto de la bebida, y no elude representar el aislamiento y la marginación, aludiendo al creciente aislamiento social en esta etapa de rápido crecimiento de París. Coloca a los sujetos casi separados sobre la superficie pictórica, que resulta vacía en su mitad.
Estas personas aparecen completamente aisladas, y cada una tiene un estado de ánimo diferente. La actriz se encuentra absorta en sus pensamientos, parece cansada, con los hombros caídos, mientras que el pintor fuma en pipa y mira con escepticismo al café, que queda fuera del cuadro.
Del mismo modo que ocurre en La clase de danza, la perspectiva tiene aún un valor predominante, en este caso subrayada por la mesa en primer plano (sobre la que se encuentra la firma "degas" en un periódico enrollado en un soporte de lectura o "portaperiódicos") y el encuadre típico del estilo de Degas.[cita requerida]

## Crítica
Fue expuesta en la segunda muestra de los impresionistas (1876). Allí tuvo muy duras críticas, recibiendo el apelativo de feo y repugnante. Fue almacenado hasta una exposición de 1892, donde fue abucheado.
De nuevo se exhibió en 1893 en Inglaterra (esta vez con el título de L'Absinthe); allí suscitó controversia. Las personas representadas en la pintura fueron consideradas por los críticos ingleses como horriblemente degeneradas y groseras. Muchos afirmaron que era un ataque a la moralidad; este es el punto de vista generalizado entre victorianos, como sir William Blake Richmond y Walter Crane, cuando se expuso en Londres. La reacción es una muestra de la honda sospecha con la que la Inglaterra victoriana miraba al arte francés desde los primeros días de la escuela de Barbizon y la necesidad de encontrar una lección costara lo que costase, que era típica de la época. Muchos críticos ingleses la vieron como una lección contra el ajenjo y lo francés en general. George Moore añadió: «No es una buena historia, pero enseña una lección».